# Tranh chấp chủ quyền Gibraltar

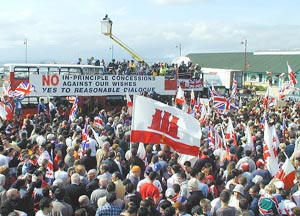
25.000 người Gibraltar biểu tình phản đối đề nghị chung về chủ quyền vào ngày 18 tháng 3 năm 2002

Gibraltar, một Lãnh thổ hải ngoại thuộc Anh, nằm gần cuối đầu phía nam của Bán đảo Iberia, là một vùng đất mà Tây Ban Nha muốn lấy lại. Nó bị chiếm đóng vào năm 1704 trong suốt Chiến tranh Kế vị Tây Ban Nha (1701–1714). Vương quốc Castile đã chính thức giao lãnh thổ này vĩnh viễn vào năm 1713 cho Vương quốc Anh, theo Hiệp ước Utrecht. Việc này lại được xác nhận sau này tại các hiệp ước ký tại Paris và Sevilla. Tây Ban Nha sau này dự tính chiếm lại lãnh thổ bằng bạo lực bằng cuộc vây hãm Gibraltar thứ 13 (1727) và cuộc đại vây hãm Gibraltar (1779–1783), và hiện thời chính sách của chính phủ là đòi lại lãnh thổ bằng đàm phán.
Người dân Gibraltar lại không chấp nhận việc đòi lại lãnh thổ này, và không có đảng phái chính trị, hoặc tổ chức nào ở đây ủng hộ sự đòi hỏi thống nhất với Tây Ban Nha. Trong cuộc trưng cầu dân ý về chủ quyền Gibraltar 2002 đã từ chối một đề nghị chung về chủ quyền của Tây Ban Nha và Vương quốc Anh. Chính phủ Anh đã cho biết là họ sẽ không bao giờ chấp nhận một thỏa thuận về chủ quyền nếu không có sự đồng ý của chính quyền Gibraltar và người dân ở đó.
Trong năm 2000, một tuyên ngôn chính trị về việc thống nhất đã được ký bởi tất cả những người đã từng là hoặc hiện là đại biểu quốc hội Gibraltar, "Chủ yếu tuyên ngôn phát biểu là người dân Gibraltar sẽ không bao giờ thỏa hiệp, từ bỏ hay mua bán chủ quyền hay quyền tự chủ của họ; Gibraltar muốn có những quan hệ tốt đẹp với Tây Ban Nha; và Gibraltar thuộc về người dân Gibraltar cho dù Tây Ban Nha đòi lại hoặc Anh quốc từ bỏ."
Nhà độc tài Tây Ban Nha Francisco Franco đã chính thức đòi lại lãnh thổ này trong thập niên 1960 và đòi hỏi này được lập lại bởi các chính phủ kế tiếp. Họ khẳng định việc tranh chấp là vấn đề song phương giữa Vương quốc Anh và Tây Ban Nha, và những người dân ở đó chỉ là những người cư trú mà vai trò và ước muốn của họ không thành vấn đề. Nguyên tắc này phản ảnh những nghị quyết của Liên Hợp Quốc về việc phi thực dân hóa Gibraltar trong thập niên 1960, mà không tập trung vào ước muốn của người dân Gibraltar. Nói với Ủy ban đặc biệt về phi thực dân hóa (UN C24) năm 2006, thủ tướng Gibraltar, Peter Caruana, phát biểu là " Ai cũng biết và nó đã được ghi vào tài liệu cũng như được chấp nhận bởi mọi người, từ 1988, Gibraltar đã từ chối thỏa hiệp Brussels (1984) song phương, và sẽ không bao giờ bằng lòng với việc này." Người Gibraltar lý luận là, không thể cho là hành động cho lợi ích của dân chúng, trong khi không đếm xỉa tới ước muốn và các quyền tự do dân chủ.
2002, một thỏa hiệp trên nguyên tắc về chủ quyền chung ở Gibraltar giữa chính phủ Vương quốc Anh và Tây Ban Nha được loan báo. Đã có một phong trào phản đối mạnh mẽ của chính phủ và người dân Gibraltar, mà điểm cao là việc từ chối thẳng thừng trong cuộc trưng cầu dân ý về chủ quyền Gibraltar 2002. Chính quyền Anh bây giờ từ chối thảo luận về chủ quyền nếu không có sự đồng ý của người dân Gibraltar.
Khi chính phủ phái tả ôn hòa được bầu năm 2004, Tây Ban Nha đã thay đổi chính sách, trong tháng 12 năm 2005, Vương quốc Anh, Tây Ban Nha và Gibraltar đồng ý thành lập những cuộc nói mới tay 3, là tất cả thỏa thuận phải được cả ba đồng ý. Nó được thông qua bởi thỏa hiệp Cordoba Agreement 2006. sau các buổi họp ở Malaga, Faro (Bồ Đào Nha), và Mallorca, cùng ngoại trưởng Tây Ban Nha Miguel Ángel Moratinos tới Gibraltar vào tháng 7 năm 2009 để thảo luận về những vấn đề chung. Đây là lần đầu tiên một quan chức Tây Ban Nha viếng thăm Gibraltar, từ khi vùng này được nhường lại. Vấn đề chủ quyền đã không được bàn cãi tới.